# Првенство Југославије у фудбалу 1932.
У сезони 1932. године поново је враћен куп систем такмичења, највероватније из разлога да се види како ће се показати играње на два меча у свакој рунди елиминација (у преходним сезонама у којима је играно по куп систему играна је само једна утакмица по рунди елиминација)

## Учесници првенства
- БСК, Београд
- Југославија, Београд
- БАСК, Београд
- 1. ХШК Грађански, Загреб
- Конкордија, Загреб
- Викторија, Загреб
- Војводина, Нови Сад
- Хајдук, Сплит

## Првенство

### Четвртина финала
Југославија 5 - 2, 4 - 2 Војводина
ХШК Конкордија 3 - 0, 3 - 0 Викторија
БСК 3 - 1, 3 - 1 БАСК
Хајдук 3 - 0, 2 - 2 Грађански

### Полуфинале
Конкордија 0 - 0, 6 - 1 ФК Југославија
Хајдук 0 - 0, 3 - 0 БСК

### Финале
Конкордија 2 - 1, 2 - 1 Хајдук

## Освајач лиге
КОНКОРДИЈА ЗАГРЕБ
| Првак Југославије у фудбалу 1932. |
| --------------------------------- |
| ХШК Конкордија Загреб             |
| Друга титула                      |